# M51-ULS-1b
M51-ULS-1b는 우리은하의 바깥에서 발견된 외계행성의 후보이다. M51에서 발견된 외계행성이다.

## 특징
지구로부터 2300만 광년에 떨어져 있는 행성으로 목성과 같은 가스행성으로 은하계 이외의 은하에 존재하는 항성도 행성을 가지고 있는 것으로 되어 있다. 밝은 X선원(XRS)에 따른 트래짓을 이용해 2020년에 발견되었으며, 주성인 M51-ULS-1은 쌍성으로 그 1개는 항성의 잔해인 중성자별 또는 블랙홀이고, 또 하나는 거대한 항성이다.

## 같이 보기
- 천문학
- 은하수
- 외계행성